# (9981) Kudo
(9981) Kudo est un astéroïde de la ceinture principale.

## Description
(9981) Kudo est un astéroïde de la ceinture principale. Il fut découvert le 31 janvier 1995 à Ōizumi par Takao Kobayashi. Il présente une orbite caractérisée par un demi-grand axe de 2,68 UA, une excentricité de 0,03 et une inclinaison de 2,5° par rapport à l'écliptique.

## Compléments